# Trilion

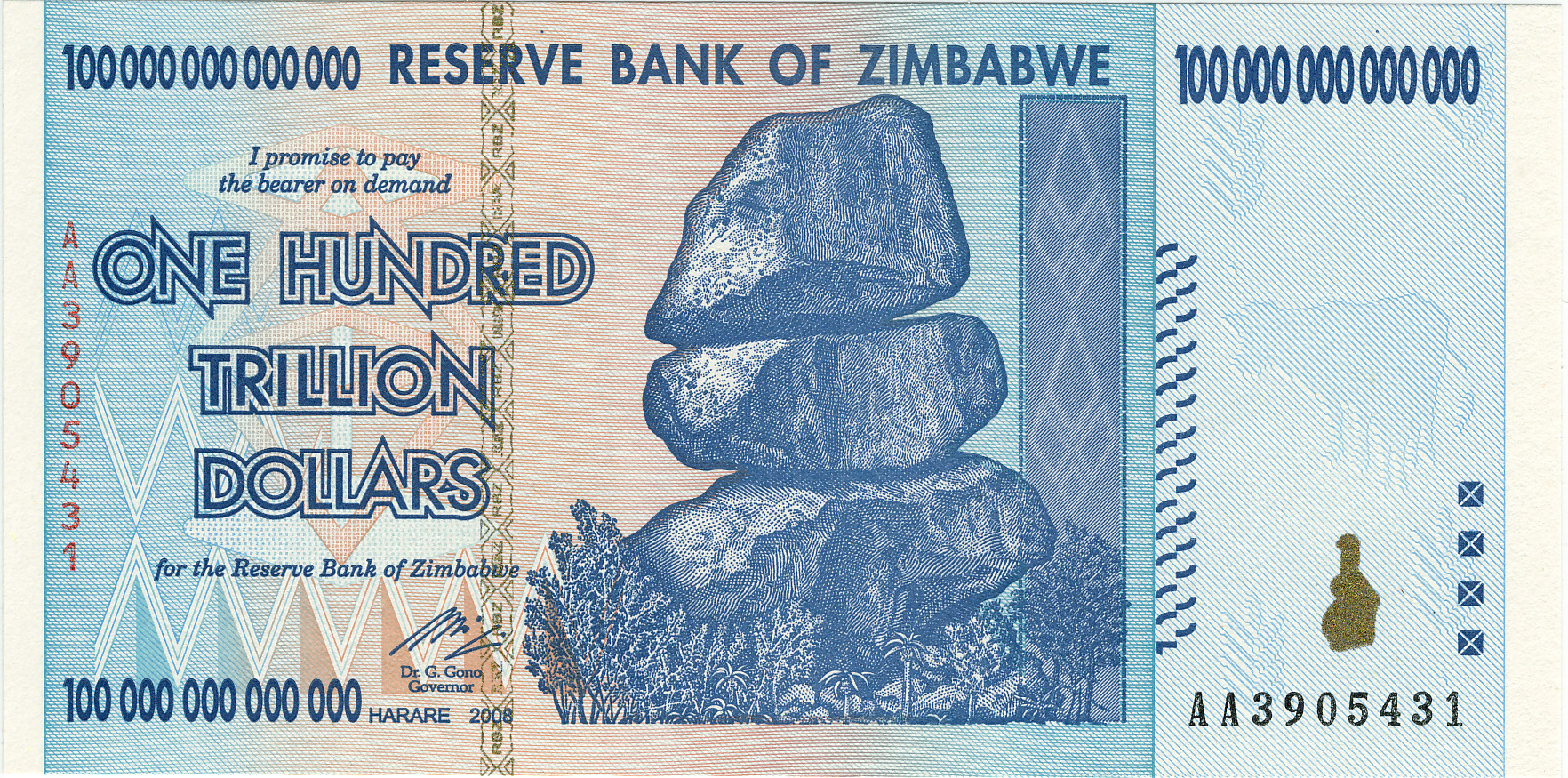
Averz bankovky 100 bilionů dolarů Zimbabwe z roku 2009, ilustrující hodnotu jednoho trilionu.

Trilion, též trilión, je číslo v desítkové soustavě; v češtině označuje hodnotu 1018, tzn. jednička a za ní 18 nul:
1 000 000 000 000 000 000
V krátké škále používané např. v angličtině se jako trillion označuje číslo 1012, které se v češtině nazývá bilion.
V soustavě SI se pro trilion používá předpona exa- (z řeckého ἕξ – šest), pro jednu triliontinu pak atto- (z dánského atten – osmnáct).